# Дейл Девіс (баскетболіст)
Елліотт Лайделл «Дейл» Девіс (англ. Elliott Lydell "Dale" Davis, нар. 25 березня 1969, Токоа, Джорджія, США) — американський професіональний баскетболіст, що грав на позиціях важкого форварда і центрового за низку команд НБА. Гравець національної збірної США.

## Ігрова кар'єра
Починав грати в баскетбол у команді Стівенської старшої школи (Токоа, Джорджія). На університетському рівні грав за команду Клемсон (1987—1991).
1991 року був обраний у першому раунді драфту НБА під загальним 13-м номером командою «Індіана Пейсерз». Професійну кар'єру розпочав 1991 року виступами за тих же «Індіана Пейсерз», захищав кольори команди з Індіани протягом наступних 9 сезонів. Був гравцем стартового складу команди та постійно набирав більше 10 очок за матч. 2000 року зіграв у матчі всіх зірок. Покидаючи клуб після сезону 1999—2000, був найбільш підбираючим гравцем в історії франшизи.
2000 перейшов до складу «Портленд Трейл-Блейзерс» в обмін на Джермейна О'Ніла та Джо Клайне.
2004 року разом з Деном Дікау був обміняний до «Голден-Стейт Ворріорс» на Ніка Ван Ексела.
24 лютого 2005 був обміняний до «Нью-Орлінс Горнетс», але одразу ж був відрахований з команди. 4 березня 2005 року підписав контракт зі своєю колишньою командою «Індіана Пейсерз», за яку дограв решту сезону.
Останньою ж командою в кар'єрі гравця стала «Детройт Пістонс», до складу якої він приєднався 2005 року і за яку відіграв 2 сезони.

## Статистика виступів в НБА

### Регулярний сезон
| Сезон              | Команда                   | GP   | GS  | MPG  | FG%  | 3P%  | FT%  | RPG  | APG | SPG | BPG | PPG  |
| ------------------ | ------------------------- | ---- | --- | ---- | ---- | ---- | ---- | ---- | --- | --- | --- | ---- |
| 1991–1992          | «Індіана Пейсерз»         | 64   | 23  | 20.3 | .552 | .000 | .572 | 6.4  | .5  | .4  | 1.2 | 6.2  |
| 1992–1993          | «Індіана Пейсерз»         | 82   | 82  | 27.6 | .568 | .000 | .529 | 8.8  | .8  | .8  | 1.8 | 8.9  |
| 1993–1994          | «Індіана Пейсерз»         | 66   | 64  | 34.7 | .529 | .000 | .527 | 10.9 | 1.5 | .7  | 1.6 | 11.7 |
| 1994–1995          | «Індіана Пейсерз»         | 74   | 70  | 31.7 | .563 | .000 | .533 | 9.4  | .8  | 1.0 | 1.6 | 10.6 |
| 1995–1996          | «Індіана Пейсерз»         | 78   | 77  | 33.6 | .558 | .000 | .467 | 9.1  | 1.0 | .7  | 1.4 | 10.3 |
| 1996–1997          | «Індіана Пейсерз»         | 80   | 76  | 32.4 | .538 | .000 | .428 | 9.7  | .7  | .8  | 1.0 | 10.4 |
| 1997–1998          | «Індіана Пейсерз»         | 78   | 78  | 27.9 | .548 | .000 | .465 | 7.8  | .9  | .7  | 1.1 | 8.0  |
| 1998–1999          | «Індіана Пейсерз»         | 50   | 50  | 27.5 | .533 | .000 | .618 | 8.3  | .4  | .4  | 1.1 | 8.0  |
| 1999–2000          | «Індіана Пейсерз»         | 74   | 72  | 28.7 | .502 | .000 | .685 | 9.9  | .9  | .7  | 1.3 | 10.0 |
| 2000–2001          | «Портленд Трейл-Блейзерс» | 81   | 43  | 26.7 | .479 | .000 | .632 | 7.5  | 1.3 | .5  | .9  | 7.2  |
| 2001–2002          | «Портленд Трейл-Блейзерс» | 78   | 77  | 31.4 | .510 | .000 | .708 | 8.8  | 1.2 | .8  | 1.1 | 9.5  |
| 2002–2003          | «Портленд Трейл-Блейзерс» | 78   | 78  | 29.3 | .541 | .000 | .633 | 7.2  | 1.2 | .7  | .9  | 7.4  |
| 2003–2004          | «Портленд Трейл-Блейзерс» | 76   | 37  | 22.1 | .473 | .000 | .613 | 5.2  | .9  | .6  | .8  | 4.4  |
| 2004–2005          | «Голден-Стейт Ворріорс»   | 36   | 3   | 16.0 | .413 | .000 | .579 | 4.3  | .6  | .4  | .9  | 3.1  |
| 2004–2005          | «Індіана Пейсерз»         | 25   | 25  | 29.2 | .536 | .000 | .623 | 8.9  | 1.0 | .8  | 1.3 | 6.9  |
| 2005–2006          | «Детройт Пістонс»         | 28   | 2   | 6.4  | .375 | .000 | .533 | 1.9  | .2  | .0  | .3  | .9   |
| 2006–2007          | «Детройт Пістонс»         | 46   | 6   | 10.1 | .446 | .000 | .654 | 3.0  | .3  | .2  | .7  | 1.8  |
| Усього за кар'єру  | Усього за кар'єру         | 1094 | 863 | 27.1 | .530 | .000 | .562 | 7.9  | .9  | .6  | 1.2 | 8.0  |
| В іграх усіх зірок | В іграх усіх зірок        | 1    | 0   | 14.0 | .667 | .000 | .000 | 8.0  | 1.0 | .0  | .0  | 4.0  |

### Плей-оф
| Сезон             | Команда                   | GP  | GS  | MPG  | FG%  | 3P%  | FT%  | RPG  | APG | SPG | BPG | PPG |
| ----------------- | ------------------------- | --- | --- | ---- | ---- | ---- | ---- | ---- | --- | --- | --- | --- |
| 1992              | «Індіана Пейсерз»         | 3   | 0   | 23.0 | .400 | .000 | .000 | 6.3  | .7  | .0  | 1.7 | 2.7 |
| 1993              | «Індіана Пейсерз»         | 4   | 4   | 29.3 | .667 | .000 | .250 | 8.0  | 1.0 | 1.0 | 1.0 | 4.3 |
| 1994              | «Індіана Пейсерз»         | 16  | 16  | 36.1 | .528 | .000 | .306 | 9.9  | .7  | 1.1 | 1.0 | 7.7 |
| 1995              | «Індіана Пейсерз»         | 17  | 17  | 28.8 | .533 | .000 | .489 | 8.0  | .4  | .4  | .8  | 7.9 |
| 1996              | «Індіана Пейсерз»         | 5   | 5   | 36.8 | .516 | .000 | .364 | 11.2 | .8  | .6  | 1.2 | 7.2 |
| 1998              | «Індіана Пейсерз»         | 16  | 16  | 29.1 | .651 | .000 | .453 | 7.5  | .8  | .3  | 1.1 | 8.8 |
| 1999              | «Індіана Пейсерз»         | 13  | 13  | 30.3 | .584 | .000 | .560 | 10.2 | .8  | .8  | 1.4 | 9.1 |
| 2000              | «Індіана Пейсерз»         | 23  | 23  | 31.0 | .523 | .000 | .542 | 11.4 | .7  | .5  | 1.3 | 8.3 |
| 2001              | «Портленд Трейл-Блейзерс» | 2   | 0   | 10.0 | .000 | .000 | .500 | 2.0  | .0  | .5  | .0  | .5  |
| 2002              | «Портленд Трейл-Блейзерс» | 3   | 3   | 23.3 | .273 | .000 | .500 | 6.7  | 1.3 | 1.3 | 1.0 | 2.3 |
| 2003              | «Портленд Трейл-Блейзерс» | 6   | 6   | 27.0 | .583 | .000 | .654 | 8.0  | 1.5 | .8  | .3  | 7.5 |
| 2005              | «Індіана Пейсерз»         | 13  | 13  | 23.9 | .448 | .000 | .680 | 6.2  | .4  | .7  | .5  | 5.3 |
| 2006              | «Детройт Пістонс»         | 8   | 0   | 4.5  | .000 | .000 | .500 | 1.1  | .1  | .0  | .0  | .3  |
| 2007              | «Детройт Пістонс»         | 8   | 0   | 6.4  | .375 | .000 | .500 | 1.5  | .1  | .3  | .3  | 1.0 |
| Усього за кар'єру | Усього за кар'єру         | 137 | 116 | 26.7 | .533 | .000 | .503 | 8.0  | .6  | .6  | .9  | 6.6 |